# Wheatland Ferry

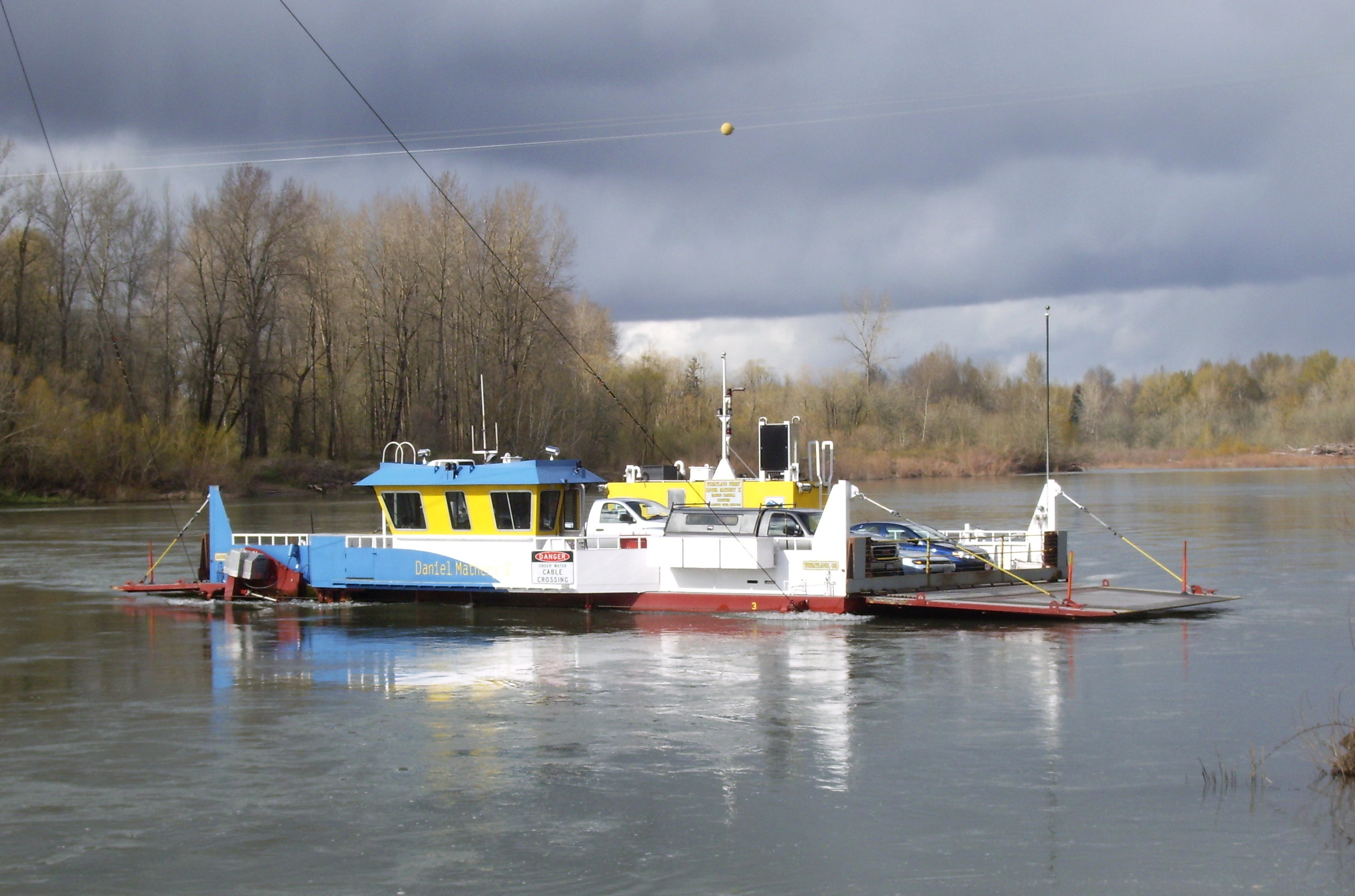
Die Fähre

Die Wheatland Ferry ist eine Seilfähre, die Marion County und Yamhill County über den Willamette River im US-Bundesstaat Oregon verbindet. Die Fähre fährt je nach Höhe des Flusses ungefähr 178 Meter über den Fluss und wird von zwei Elektromotoren angetrieben, die mit einem bordeigenen Dieselgenerator verbunden sind. Die Fähre wird von zwei Stahlseilen geführt, eines unter Wasser auf der flussabwärts gelegenen Seite und ein Hochseil auf der flussaufwärts gelegenen Seite. Die Fähre nutzt das Hochseil auch zum Steuern.
Die für den Fährbetrieb eingesetzten Schiffe werden jeweils nach Daniel Matheny benannt, der die Fähre eingerichtet hat, und fortlaufend nummeriert. Die seit 2002 in Betrieb befindliche Fähre ist Daniel Matheny V. Diese neueste Fähre kann neun statt wie vorher sechs Autos aufnehmen und verfügt über einen eigenen dieselelektrischen Generator. Da die Stromquelle jetzt ein Bordgenerator ist, ist die aktuelle Fähre nicht mehr auf Strom aus Oberleitungen angewiesen. Das oberirdische Seil dient ausschließlich dazu, die Fähre gegen die Strömung zu stabilisieren.
Die Fähre ist ein Gemeinschaftsbetrieb der Bezirke Marion und Yamhill, wobei Marion County die Verantwortung für die Personalbesetzung und den Betrieb der Fähre übernimmt. Sie ist, wenn es die Bedingungen zulassen, täglich in Betrieb. Im Sommer kann Niedrigwasser dazu führen, dass die Fähre auf Grund läuft. Manchmal werden Bagger eingesetzt, um die Fahrrinne der Fähre zu vertiefen, damit sie während der Trockenzeit länger in Betrieb bleiben kann. In regnerischen Monaten können hohe Wasserstände und schnelle Strömungen den Fährbetrieb stoppen.
Die Fähre ist für Fahrzeuge kostenpflichtig, für Fußgänger jedoch kostenlos.

## Lage
Die Wheatland Ferry befindet sich auf Höhe von Meile 72 des Willamette River, in der Nähe der ehemaligen Gemeinde Wheatland und des Willamette Mission State Park und ungefähr zwischen den Städten Salem und Newberg. Ihre Lage ist strategisch günstig, da die nächste Brücke in beide Richtungen etwa 24 Kilometer entfernt ist. Die Wheatland Ferry wird manchmal als Alternative zu der Brücke benutzt, die den Willamette River in Salem überquert.

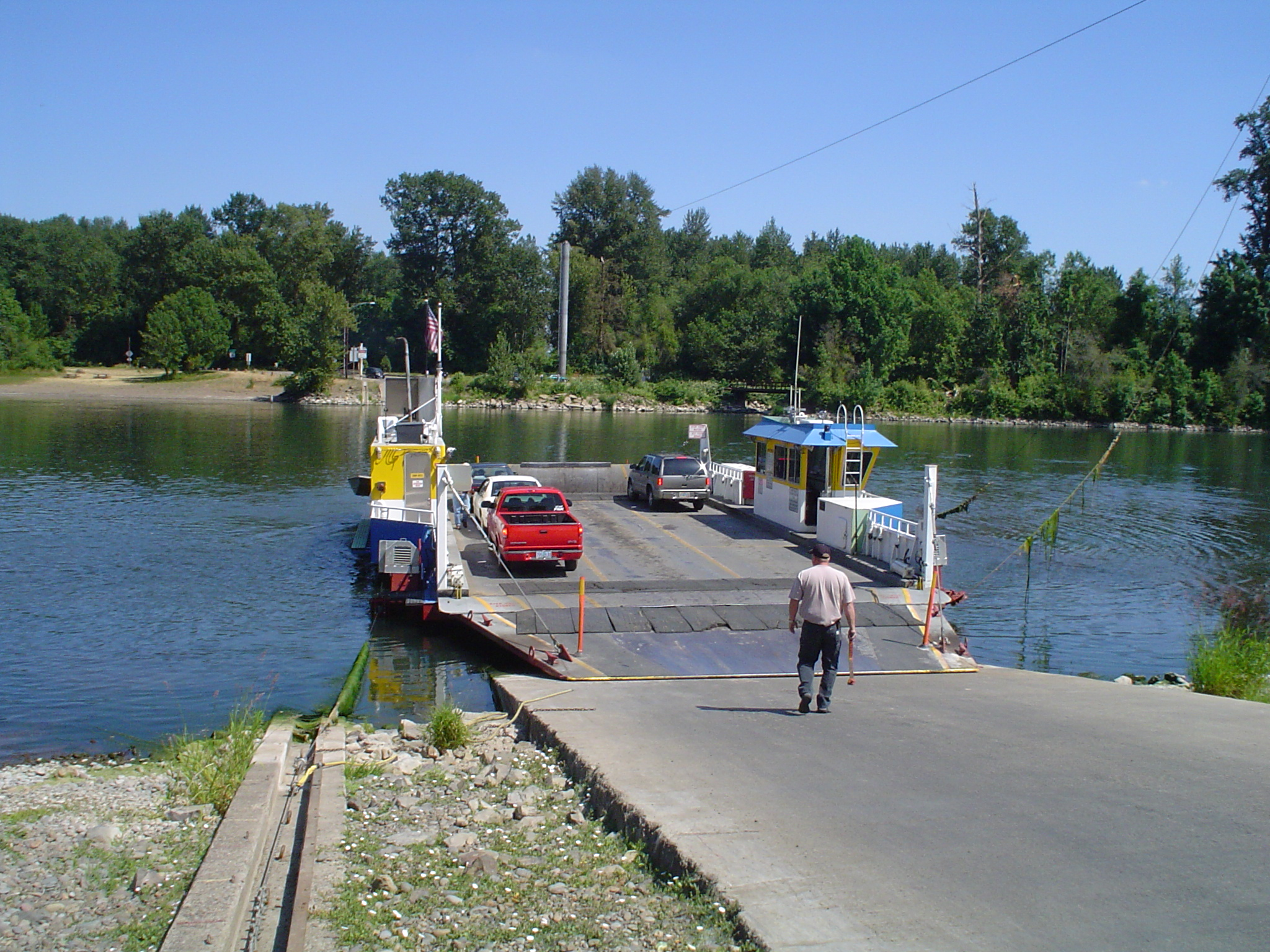
Die Fähre am Anlegesteg

## Geschichte
Die erste Daniel-Matheny-Fähre wurde in den 1850er Jahren von Daniel Matheny selbst gebaut. Die Fähre war ein hölzernes Floß, das von Männern mit Holzstangen angetrieben wurde.
Die aktuelle Fähre wurde 2001 auf der Mar-Com-Werft in Portland, Oregon, gebaut.

## Kontroversen
Die Wheatland Ferry war gelegentlich ein Streitpunkt in der Lokalpolitik, zum Teil bedingt durch die unterschiedlichen Interessenlagen in verschiedenen Landkreisen. Autofahrer monieren lange Wartezeiten, häufige Schließungen für Wartungsarbeiten und steigende Preise. Auch Konflikte über die Brücken in Salem wirken sich unmittelbar auf die Wheatland Ferry aus.
2012 geriet die Fähre in die Medien, als bekannt wurde, dass der Fährmann in betrunkenem Zustand die Fähre gesteuert hatte.

## Fahrgäste
Die geschätzte Zahl der Fahrzeugüberfahrten für 2007 betrug 240000. Die Landkreise Yamhill und Marion versuchen zwar weiterhin, die Fahrgastzahlen zu erhöhen, jedoch kann es schon jetzt zu Stoßzeiten zu langen Wartezeiten kommen. Während der Erntezeit wird die Fähre von Landwirten genutzt, die ihre Produkte an Konservenfabriken auf der anderen Seite des Flusses liefern.
Koordinaten: 45° 5′ 27″ N, 123° 2′ 40″ W